# 伊號第三十六潛艦
|          |                                                                                          |
| 艦歷     |                                                                                          |
| 计划     | 第四次海軍軍備補充計画（マル4計画）                                                      |
| 开工     | 1940年12月4日                                                                            |
| 下水     | 1941年11月1日                                                                            |
| 服役     | 1942年9月30日                                                                            |
| 结局     | 1946年4月1日海没処分                                                                     |
| 除籍     | 1945年11月30日                                                                           |
| 性能諸元 |                                                                                          |
| 排水量   | 基準：2,198公頓 常備：2,584吨 水中：3,654吨                                              |
| 全長     | 108.7米                                                                                  |
| 全幅     | 9.30米                                                                                   |
| 吃水     | 5.14米                                                                                   |
| 动力     | 艦本式2号10型柴油引擎2基2軸 水上：12,400馬力 水中：2,000馬力                             |
| 速力     | 水上：23.6节 水中：8.0kt                                                                 |
| 续航距離 | 水上：16节下14,000海里 水中：3节下96海里                                                 |
| 燃料     | 重油：774吨                                                                              |
| 乗員     | 94名                                                                                     |
| 兵装     | 40口径14cm单装砲1門 九六式25毫米高射機炮連装1基2挺 53cm鱼雷发射管 艦首6門 九五式魚雷17枚 |
| 航空機   | 零式小型水上偵察機1機 （吴式1号4型射出機1基）                                            |
| 备注     | 安全潜航深度：100米                                                                      |

伊号第三六潜水舰大日本帝国海軍一艘伊一五型潜水舰。伊一五型中太平洋战争结束后唯一残存者。初代艦長为稻叶通宗海軍少校（任上晋升中校）。

## 舰历
- 1941年 在第四次海軍補充计划中决定建造，于横須賀海軍工廠开工。
- 1942年9月30日 竣工。
- 1942年中几乎都在进行訓練活动。
- 1943年进入南太平洋，对所罗门群岛周边海域的瓜达尔卡纳尔岛和新几内亚岛等地进行物资运输任務。6月以后在北太平洋阿留申群岛地区进行作战行動。参与ケ号作戦。之后进行偵察任務。
- 1944年年初以来在南太平洋从事对马绍尔群岛和楚克岛的运输任務。
  - 4月22日 艦載零式小型水上偵察機成功进行马绍尔群岛馬久羅環礁的偵察行动[4]。之后被用作回天的母艦。（电影《没有出口的海》中主人公並木浩二所搭乗的伊号潜水舰就是伊号第三六潜水舰）
- 1945年由于战線缩小的缘故，被指派在冲绳和马里亚纳群岛周边进行作战行動。在冲绳周边海域取得击沉3艘运输船的战果。在返回日本本土的途中迎来终战。
  - 11月30日 除籍。
- 1946年4月1日 五島列島附近海域作海没処分。

## 歴代艦長

### 艤装員長
1. 稻叶通宗 少校：1942年6月1日 -

### 艦長
1. 稻叶通宗 少校：1942年9月30日 -
2. 寺本岩 少校：1944年2月15日 -
3. 菅昌徹 少校：1945年2月5日 -